# Górska osutka świerka

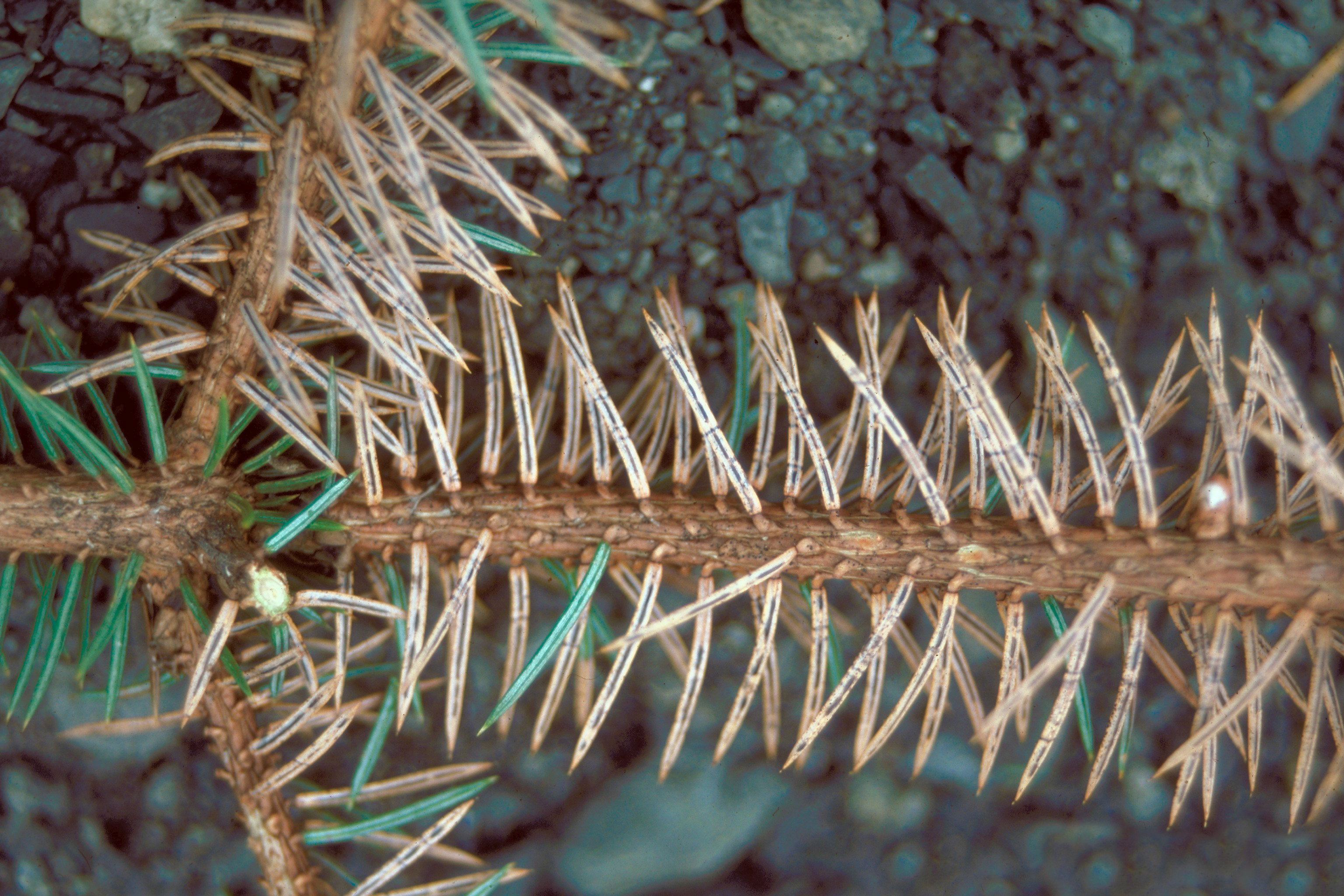
Porażony pęd świerka

Górska osutka świerka (ang. cone cast of spruce, leaf scorch of spruce, needle disease of spruce) – choroba świerków (Picea) wywołana przez mikroskopijnego grzyba Lirula macrospora.

## Objawy i szkodliwość
Na dolnej stronie igieł porażonych świerków, zarówno na roślinach, jak i na igłach opadłych, powstają czarne, błyszczące apotecja wytwarzające askospory. Kiełkują one wiosną, infekując igły świerka przez aparaty szparkowe. Na porażonych igłach wiosną powstają początkowo żółte, później brązowe plamy. Powiększają się, w końcu obejmując całą igłę. Porażone igły częściowo opadają, ale większość z nich pozostaje na gałązkach do następnego roku. Od września zaczynają się na nich rozwijać apotecja. Mogą powstawać także pyknidia wytwarzające zarodniki konidialne. Widoczne są ich drobne, czarne ujścia. Patogen zimuje na opadłych liściach.
Porażone świerki gorzej rosną i mają mniejsze walory ozdobne.

## Zapobieganie chorobie
W Polsce brak zarejestrowanych fungicydów do zwalczania tej choroby. W USA do jej zwalczania stosuje się fungicydy zawierające chlorotalonil lub preparaty miedziowe. Opryskuje się porażone świerki zwykle w maju i czerwcu, a opryskiwanie musi trwać cały okres rozwoju choroby, czyli trzy lata. Można zapobiegać chorobie lub ograniczyć jej natężenie poprzez:
- do zakładania plantacji wybieranie gatunków i odmian mniej podatnych na choroby niż świerk pospolity np. świerk serbski, świerk kłujący;
- unikanie terenów, w których w okresie wiosennym mogą występować przymrozki (zagłębienia terenu, nad rzekami lub strumieniami). Uszkodzone pędy są podatne infekcje;
- unikanie nadmiernego zagęszczenia plantacji;
- w czasie podlewania nie należy dopuszczać do zmoczenia całych roślin. W tym celu należy podlewać tylko glebę, a jeśli nie można tego uniknąć, należy podlewać za dnia, by rośliny jak najszybciej wyschły;
- wycinanie i palenie obumarłych pędów i usuwanie z plantacji resztek roślinnych
- po usunięciu plantacji choinek należy glebę głęboko zaorać[3].